# Бергман, Джек
Джон Уоррен Бергман (англ. John Warren Bergman; род. 2 февраля 1947, Шакопи, Миннесота) — американский политический и военный деятель, член Палаты представителей США от Мичигана с 3 января 2017 года.

## Биография
Родился 2 февраля 1947 года в Шакопи, штат Миннесота. В 1969 году получил степень бакалавра в области развития бизнеса в колледже Густава Адольфуса, а затем — степень магистра делового администрирования в Университете Западной Флориды. 
Бергман получил военное образования, пройдя лётную подготовку в военно-морских войсках и окончив Командно-штабной колледж Корпуса морской пехоты.

## Карьера

### Карьера в вооружённых силах
После окончания колледжа Бергман был отправлен в резерв Корпуса морской пехоты. После прохождения инструктажа он был назначен военно-морским лётчиком, управляя вертолётами Boeing Vertol CH-46 Sea Knight. Несколькими годами позднее, будучи лётным инструктором, он летал на North American T-28 Trojan в составе 6-й учебной эскадрильи, а в 1975 году ушёл в отставку.
После перевода на гражданскую службу в Чикаго в 1978 году Бергман ушёл из Национальной гвардии Род-Айленда и вернулся в резерв Корпуса морской пехоты. В 1996 году он стал начальником штаба и заместителем командующего 1-м экспедиционным корпусом морской пехоты в Кэмп-Пендлтоне, штат Калифорния. Позднее, получив звание бригадного генерала, он стал заместителем командующего 4-м авиакрылом морской пехоты.
В сентябре 2002 года Бергман стал командовать 4-й группой материально-технического обеспечения в городе Новый Орлеан, штат Луизиана. В декабре 2009 года Бергман ушёл в отставку.

### Политическая карьера
В августе 2016 года Бергман выиграл праймериз Республиканской партии в 1-м избирательном округе штата Мичиган. На всеобщих выборах в ноябре он победил кандидата от Демократической партии Лона Джонсона, набрав 55% голосов против 40% голосов Джонсона.
В октябре 2023 года Бергман безуспешно баллотировался на пост спикера палаты представителей.
На всеобщих выборах 2024 года он победил кандидата от Демократической партии Кэлли Барр, набрав 59% голосов.